# Das Judengrab
Das Judengrab ist eine Erzählung von Ricarda Huch aus der Sammlung Seifenblasen, die 1905 in der Deutschen Verlags-Anstalt in Stuttgart und Leipzig erschien.
Helene Baumgarten beschreibt 1964 den schmalen Text als „eine Geschichte, in der die alte und immer wieder neu entstehende Feindseligkeit gegen die Juden Anlaß zu einem Streit um ein Grab und zu gegenseitiger Überlistung und Täuschung der beiden Parteien gibt.“

## Inhalt
Der Jude Herr Samuel, ein Geschäftsinhaber, möchte das Städtchen Jeddam am Flüsschen Melk gerne wieder verlassen, denn die Kundschaft erweist sich mehr kauf- als zahlungswillig. Es findet sich kein neuer Geschäftsinhaber und Herr Samuel hat die Rechnung ohne seine Frau Rosette gemacht. Die Christin ist in Jeddam aufgewachsen und möchte mit den Kindern in der Kleinstadt bleiben. Als Herr Samuel erkrankt, findet sich in der rein christlichen Stadt Jeddam kein Arzt, der den Juden behandeln will. Anitza, die Tochter des Kranken, hat eine Idee. Der Vater soll „sterben“, doch in Wirklichkeit klammheimlich allein in seine jüdische Heimat zurückkehren. Derweil soll Anitzas Verlobter Ive – ein Christ – das väterliche Geschäft in aller Ruhe veräußern. Sodann soll nach Anitzas Plan die gesamte Familie dem Vater folgen. Zugleich will Anitza jenen Jeddamer Christen einen Streich spielen, die die Mutter Rosette als Abtrünnige abgestempelt haben, weil sie einen Juden geheiratet hat.
Gesagt, getan. Herr Samuel reist bei Nacht und Nebel unbemerkt zurück ins Ausland. Die Mutter Rosette, die Kinder und Ive legen eine Puppe in Lebensgröße in Herrn Samuels Sarg. Als Ive als Vormund der „hinterbliebenen“ Familie den Tod seines künftigen Schwiegervaters anzeigen und die Beerdigung bestellen möchte, wird er zum Pfarrer verwiesen. Der Geistliche, ein notorischer Judenhasser, will die Friedhofserde keinesfalls entweihen.
Die Einwohner Jeddams und die Bauern im Umkreis des Städtchens zerfallen in zwei Lager. Die einen wollen die Beerdigung Herrn Samuels in einer ungepflegten Friedhofsecke, in der die noch ungetauften verstorbenen Kleinkinder ihre letzte Ruhe gefunden haben, gestatten. Die anderen, angeführt von einem hünenhaften Großbauern, wollen kein Judengrab auf dem christlichen Gottesacker. Es kommt zu tätlichen Auseinandersetzungen der beiden Parteien. Ive prügelt sich kräftig mit. Der Bürgermeister sieht die nächste Revolution kommen und will den Kaiser fragen. In Wirklichkeit wendet er sich aber nicht an Seine Majestät, sondern ruft eine kleine Abteilung Soldaten aus einer nahegelegenen Garnison herbei. Diese tritt gegen die Unruhestifter an. Ive und Familie können die Puppe im Sarg in oben erwähnter Friedhofsecke bestatten lassen.
Der Pfarrer kann diese Beerdigung nicht dulden. Er lässt die „Leiche“ exhumieren und in die Melk werfen. Der erfreute Bürgermeister deklariert das Einschreiten des Pfarrers als Ursache, dass der Frieden in Jeddam wieder eingekehrt ist. Das Militär marschiert ab in die Garnison.

## Rezeption
- Brekle[3] und Baumgarten[4] besprechen den Text kurz.

## Buchausgaben

### Erstausgabe
- Seifenblasen. Drei scherzhafte Erzählungen. (Lebenslauf des heiligen Wonnebald Pück. Aus Bimbos Seelenwanderungen. Das Judengrab). Fraktur. 225 Seiten. Deutsche Verlags-Anstalt Stuttgart und Leipzig 1905

### Weitere Ausgaben
- Ricarda Huch: Das Judengrab. Aus Bimbos Seelenwanderungen. Zwei Erzählungen. Insel-Bücherei Nr. 193. Insel Verlag, Leipzig 1916. 61 Seiten[5]
- Ricarda Huch: Die Goldinsel und andere Erzählungen. Ausgewählt und mit einem Nachwort versehen von Wolfgang Brekle (enthält: Die Goldinsel. Die Hugenottin. Teufeleien. Patatini. Fra Celeste. Der Weltuntergang. Das Judengrab. Der letzte Sommer). Union Verlag, Berlin 1972 (Lizenzgeber: Atlantis Verlag, Freiburg im Breisgau und Insel Verlag, Frankfurt am Main), 376 Seiten (verwendete Ausgabe)